# Stor-Bissitjärnen
Stor-Bissitjärnen är en sjö i Sorsele kommun i Lappland och ingår i Umeälvens huvudavrinningsområde. Sjön har en area på 0,127 kvadratkilometer och ligger 662,2 meter över havet. Stor-Bissitjärnen ligger i Vindelfjällen Natura 2000-område. Sjön avvattnas av vattendraget Bissitsbäcken.

## Delavrinningsområde
Stor-Bissitjärnen ingår i det delavrinningsområde (732510-152147) som SMHI kallar för Mynnar i Vindelälven. Medelhöjden är 779 meter över havet och ytan är 14,29 kvadratkilometer. Det finns inga avrinningsområden uppströms utan avrinningsområdet är högsta punkten. Bissitsbäcken som avvattnar avrinningsområdet har biflödesordning 3, vilket innebär att vattnet flödar genom totalt 3 vattendrag innan det når havet efter 410 kilometer. Avrinningsområdet består mestadels av skog (43 procent) och kalfjäll (50 procent). Avrinningsområdet har 0,29 kvadratkilometer vattenytor vilket ger det en sjöprocent på 2 procent.